# 9322 Lindenau
9322 Lindenau eller 1989 AC7 är en asteroid i huvudbältet som upptäcktes den 10 januari 1989 av den tyske astronomen Freimut Börngen vid Tautenburg-observatoriet. Den är uppkallad efter den sachsiske politikern och astronomen Bernhard von Lindenau.
Den tillhör asteroidgruppen Themis.